# فرنسيس كيري
فرنسيس كيري (1802 - ) (بالإنجليزية: Francis Kerry)‏ هو لاعب كريكت بريطاني.